# Рибалочка темно-синій
Риба́лочка темно-синій (Alcedo meninting) — вид сиворакшоподібних птахів родини рибалочкових (Alcedinidae).

## Поширення
Вид поширений в Південній та Південно-Східній Азії. Ареал цього виду простягається від Індії на заході, на схід через Непал, Бутан і Бангладеш і далі до М'янми, Таїланду, Камбоджі, В'єтнаму та Малайзії. На півдні ареал сягає Шрі-Ланки, Андаманських островів та Індонезії. Звичайним середовищем існування є водойми та струмки в густому вічнозеленому лісі, іноді мангрові зарості, на висоті до 1000 метрів.

## Підвиди
- A. m. coltarti Baker ECS, 1919 — Непал, північний схід Індії, північний Таїланд та Індокитай;
- A. m. phillipsi Baker ECS, 1927 — південно-західна Індія та Шрі-Ланка;
- A. m. scintillans Baker ECS, 1919 — південна М'янма і Таїланд;
- A. m. rufigastra Walden, 1873 — Андаманські острови;
- A. m. meninting Horsfield, 1821 — південна частина Малайського півострова, Борнео, південні Філіппіни, острови біля західного узбережжя Суматри, Ява, Ломбок, Сулавесі, Банггай і Сула.

## Опис
Довжина тіла досягає приблизно 16 см, з яких трохи більше третини належить довгому конічному дзьобу. Розмах крил — 18 см, вага — до 30 г. Зовні він дуже схожий на рибалочку блакитного, але синій верх і помаранчевий низ забарвлені яскравіше. Крім того, у дорослого птаха вушні ділянки сині, а не помаранчеві.